# Dózsa István (színművész)
Dózsa István (Nyíregyháza, 1895. június 22. – ?) magyar színész.

## Élete
1915-ben végezte el az Országos Színészegyesület színiiskoláját. 1915 és 1919 között Nagyváradon, 1920 és 1922 között Miskolcon, 1922-től 1926-ig a Vígszínházban, majd 1927-ben az Andrássy úti Színházban játszott. Ezután csak alkalmanként lépett fel, például 1932-ben Békeffi László kabarétársulatában. 1940 és 1944 között az OMIKE Művészakció előadásain lépett színpadra, mivel máshol a zsidótörvények miatt nem szerepelhetett. Több filmben is szerepet kapott. 1955-től a Madách Színház tagjaként kisebb szerepeket formált meg, innen ment nyugdíjba. 

## Főbb szerepei

### Színházi szerepei
- Gróf Biebersbach Joachim (Robert Stolz: Szerencsetánc)
- Szimeonov–Piscsik (Csehov: Cseresznyéskert)
- Borbíró Gergely (Móricz Zsigmond: Úri muri)
- Kampós (Harsányi Zsolt: A zenélő óra)

### Filmes szerepei
- Petőfi (1922)
- Rongyosok (1925) – Varju Bandi
- Csak egy kislány van a világon (1929) – cigányprímás
- A kék bálvány (1931) – bármixer
- Hyppolit, a lakáj (1931) – teherautósofőr
- Repülő arany (1932) – újságíró
- Rákóczi induló (1933, magyar-német-osztrák) – Jóbék inasa
- Márciusi mese (1934) – Dr. Steinkopf Szilárd, az agglegényklub elnöke
- Az új földesúr (1935) – cseléd Ankerschmidtnél
- Barátságos arcot kérek! (1935) – sofőr
- Címzett ismeretlen (1935) – férfi a postán
- A sárga csikó (1936) – révész
- Dunaparti randevú (1936) – Péter, béres Nádasdon
- Lovagias ügy (1936) – Feri, kávéházi pincér
- Mária nővér (1936) – Mihály, szolga Ladányinál
- Pókháló (1936) – János, irodaszolga a színházi ügynökségnél
- 3:1 a szerelem javára (1937) – szurkoló
- A férfi mind őrült (1937) – Donáth úr, képvásárló
- A harapós férj (1937) – szolga Ilosvay birtokán
- Az ember néha téved (1937) – öregdiák az érettségi banketten
- Családi pótlék (1937) – portás a színházban
- Édes a bosszú (1937) – bankfiók igazgatója
- Hotel Kikelet (1937) – cigányzenész
- Két fogoly (1937) – hadifogoly
- Maga lesz a férjem (1937) – bútorszállító
- Magdát kicsapják (1937)
- Marika (1937) – színész
- Mai lányok (1937) – árverésvezető
- Segítség, örököltem! (1937) – Weininger, szakács Bartháéknál
- Te csak pipálj, Ladányi! (1937) – János, inas
- Tokaji rapszódia (1937) [a filmen nem látszik, főcímében szerepel a neve]
- Úrilány szobát keres (1937) – magánnyomozó
- Viki (1937) – Sanyi, pincér
- A hölgy egy kissé bogaras (1938) – Novák úr, házmester
- Az elcserélt ember (1938) – gépkezelő munkás
- Fekete gyémántok (1938) – Dr. Felicius, tudós
- Gyimesi vadvirág (1938) – börtönparancsnok
- Papucshős (1938) – vendég a kávéházban
- Uz Bence (1938) – örmény favásárló
- Álomsárkány (1939) – házmester
- A tanítónő (1945) – napszámos
- Aranyóra (1945) – rendőr
- Forró mezők (1948)
- Tűzkeresztség (1951)
- Vihar (1951)
- Életjel (1954) – Svaba igazgató
- Én és a nagyapám (1954)
- Rokonok (1954)
- Gábor diák (1955)
- Honfoglalás 1-2. (1963) – miniszteri tanácsos

### Szinkronszerepe
| Év   | Cím          | Szereplő                         | Színész             | Szinkron év |
| ---- | ------------ | -------------------------------- | ------------------- | ----------- |
| 1946 | Hősök hajója | Pavlov, rangidős tüzérségi tiszt | Georgij Petrovszkij | 1949        |

## Magyar Rádió
- Kemény Egon–Gál György Sándor–Erdődy János: Komáromi farsang (1957), daljáték 2 részben